# Agrodiaetus cabrerae
Agrodiaetus cabrerae är en fjärilsart som beskrevs av De Sagarra 1932. Agrodiaetus cabrerae ingår i släktet Agrodiaetus och familjen juvelvingar. Inga underarter finns listade i Catalogue of Life.